# Lehrerhochschule Stockholm
Die Lehrerhochschule Stockholm (schwedisch: Lärarhögskolan i Stockholm) – kurz LHS – war eine staatliche Hochschule für Lehramt- und pädagogische Studiengänge mit zuletzt 8.419 Studenten und 403 wissenschaftlichen Angestellten.
Die Lehrerhochschule Stockholm hatte ihren Sitz im Stockholmer Stadtteil Marieberg. Am 1. Januar 2008 wurde sie als Pädagogische Fakultät in die Universität Stockholm integriert.

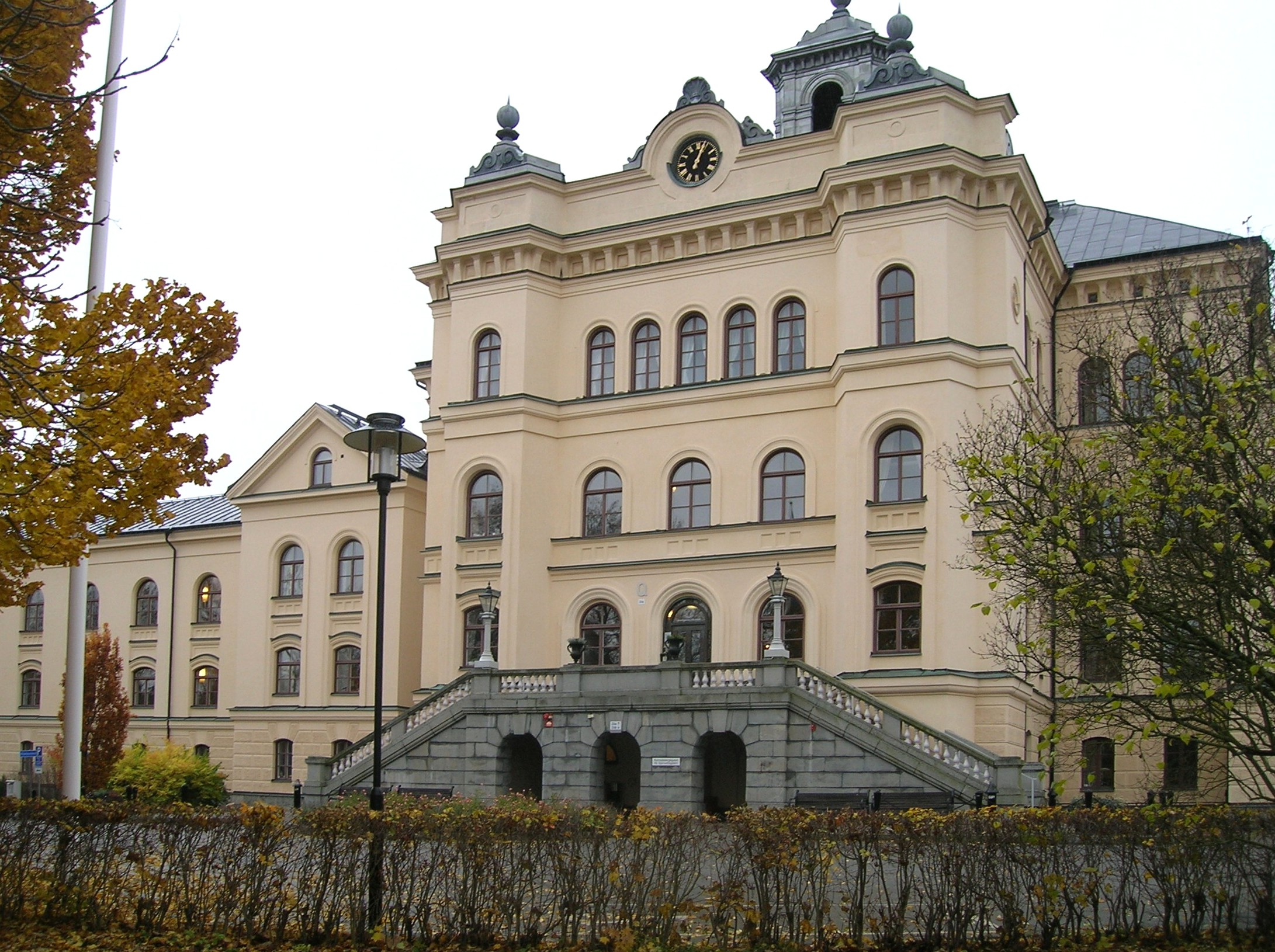
Lehrerhochschule Stockholm
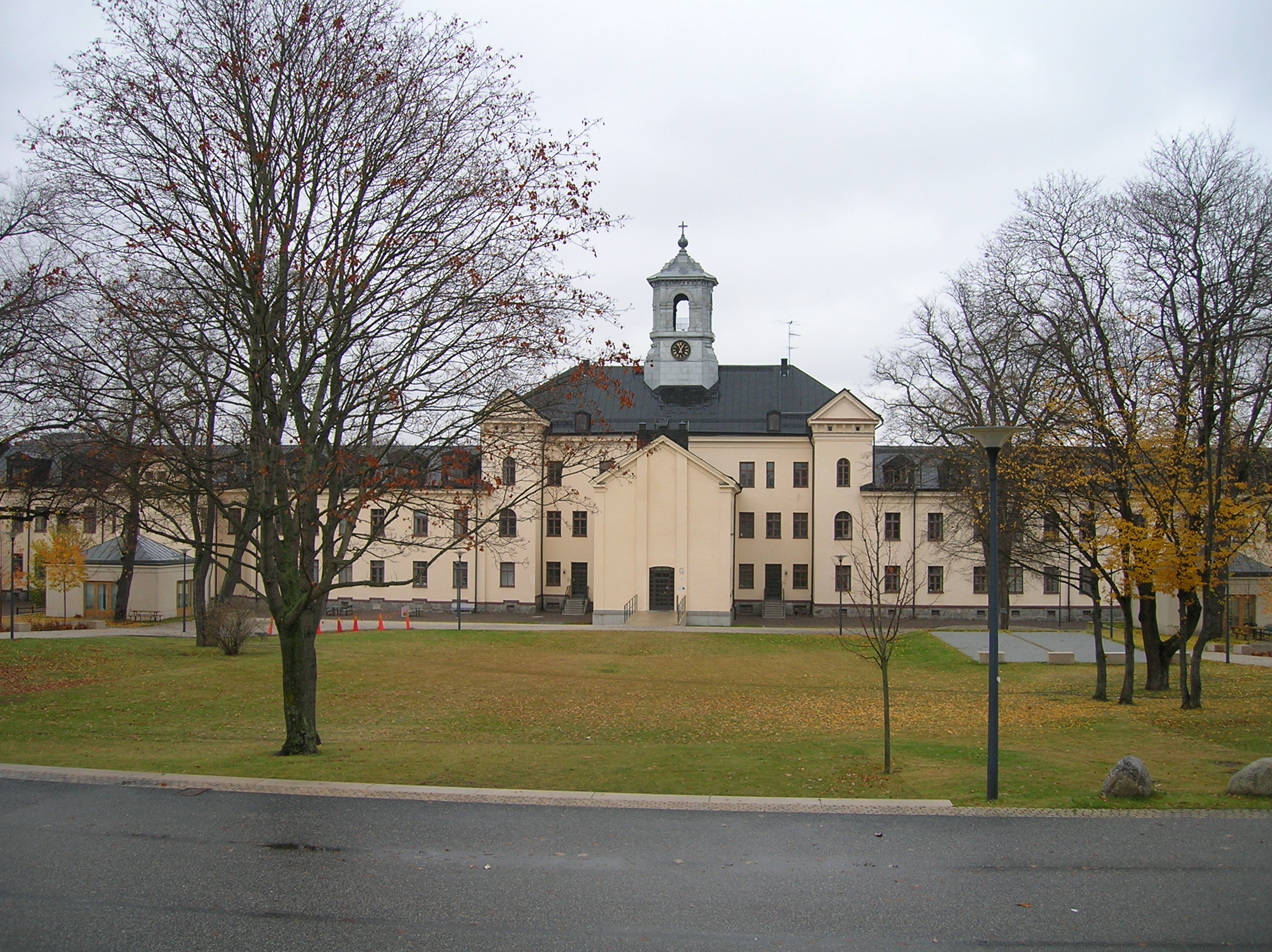
Kampus Konradsberg